# Valdis Dombrovskis
Valdis Dombrovskis, latvijski politik in evropski komisar, * 5. avgust 1971, Riga
Je latvijski politik, od leta 2014 aktiven predvsem v evropski politiki. Leta 2014 je postal evropski komisar za ekonomske in finančne zadeve ter podpredsednik Junckerjeve komisije. V naslednji komisiji pod vodstvom Ursule von der Leyen je bil evropski komisar za trgovino, ob enem pa kot izvršni podpredsednik Komisije zadolžen za ekonomijo, prijazno ljudem. Od 1. decembra 2024 je evropski komisar za gospodarstvo in produktivnost, izvajanje in poenostavitev.
Dombrovskih je bil med letoma 2002 in 2004 minister za finance Latvije. Nato je od leta 2004 do 2009 služil kot poslanec Evropskega parlamenta za stranko Nova era. Leta 2009 je postal predsednik vlade Latvije in funkcijo opravljal do svojega odstopa leta 2014.

## Zgodnje življenje
Valdis Dombrovskis (poljski izvirnik: Dąbrowski) se je rodil 5. avgusta 1971 v latvijski prestolnici Rigi. Tam je leta 1995 tudi diplomiral iz ekonomije, naslednje leto pa magistriral še iz fizike. V teh dveh letih je kot asistent deloval tudi na Inštitutu za fiziko Univerze v Mainzu v Nemčiji, leta 1997 pa tudi na Inštitutu za fiziko trdnih snovi v Latviji.

## Politika

### 2002 - 2004: Nacionalna politika
Leta 2002 je Dombrovskis postal član upravnega odbora stranke Jaunais laiks (Nova era), poslanec v nacionalnem parlamentu ter minister za finance. Pred vstopom Latvije v Evropsko unijo je bil tudi pooblaščeni opazovalec pri Svetu Evrope. 

### 2004 - 2009: Poslanec v Evropskem parlamentu
Ob vstopu Latvije v Evropsko unijo je bil na evropskih volitvah Dombrovskis izvoljen za evropskega poslanca, kot član skupine Evropske ljudske stranke. V tem času je bil član delovih teles:
- Odbora za proračun,
- Delegacije pri Skupni parlamentarni skupščini AKP (afrika, karibi in pacifik)-EU,
- Delegacije v evro-latinskoameriški parlamentarni skupščini.

Bil je tudi namestnik v odborih za ekonomske in monetarne zadeve, odboru za proračunski nadzor in delegaciji v parlamentarnih odborih za sodelovanje EU-Kazahstan, EU-Kirgizistan in EU-Uzbekistan ter za odnose s Tadžikistanom, Turkmenistanom in Mongolijo.
Bil tudi eden od šestih poslancev Evropskega parlamenta, ki so sodelovali v opazovalni misiji Evropske unije v Togu na parlamentarnih volitvah oktobra 2007.

### 2009 - 2014: Predsednik vlade Latvije
Po odstopu Ivarsa Godmanisa z mesta latvijskega premierja, je predsednik države Valdis Zatlers mandat podelil Dombrovskisu. Vlada je bila potrjena 12. marca 2009.
Po tragični zrušitvi strehe trgovskega centra Zolitūde 21. november 2013, ki je vzela 54 življenj, se je Dombrovskis zaradi politične odgovornosti odločil sestopiti s položaja. Zanikal je, da bi ga k temu dejanju spodbudil predsednik države, zavzel pa se je, da nova vlada dobi močno podporo v parlamentu.

### 2014-: Evropski komisar
Latvija je Dombrovskisa predlagala za evropskega komisarja v komisiji Jeana-Claudea Junckerja. Prevzel je resor za ekonomske in finančne zadeve ter evro in postal podpredsednik komisije. Po odstopu britanskega komisarja Jonathana Hilla po referendumu o Brexitu, je prevzel tudi resor za finančne storitve. Znova je bil za komisarja nominiran po evropskih volitvah leta 2019, ko ga je predlagala vlada Artursa Karinša. Predsednica nove Evropske komisije Ursula von der Leyen je Dombrovskisa skupaj s Fransom Timmermansom ter Margrethe Vestager predlagala za izvršne podpredsednike komisije, pri čemer je Dombrovskisu dodeljen resor za gospodarstva za ljudi. Njegovo poslansko mesto je zasedla Inese Vaidere.
1. decembra 2024 je postal evropski komisar za gospodarstvo in produktivnost, izvajanje in poenostavitev.